# Scalthwaiterigg
Scalthwaiterigg is een civil parish in het bestuurlijke gebied South Lakeland, in het Engelse graafschap Cumbria. In 2001 telde het dorp 104 inwoners.